# Референдум о учешћу страних представника у решавању проблема на Косову и Метохији 1998.
Народна скупштина Републике Србије расписала је, на предлог Слободана Милошевића, тада председника Савезне Републике Југославије, 7. априла 1998. референдум о међународном посредовању у сукобу на Косову и Метохији. Референдумско питање је гласило:
Да ли прихватате учешће страних представника у решавању проблема на Косову и Метохији?
Референдум је одржан 23. априла 1998. На референдум је изашло 5.297.776 бирача (73,05% уписаних бирача). Против учешћа страних представника у решавању проблема на Косову и Метохији изјаснило се 94,73% гласача, а за је било 3,41%.

## Околности
Сукоби на Косову и Метохији ушли су у нову фазу када је, на Дан албанске заставе 28. новембра 1997, промовисана „Ослободилачка војска Косова“. Догађаји крајем фебруара 1998. у Ликошану и почетком марта 1998. у Преказу, када је ликвидиран први вођа ОВК Адем Јашари, често се узимају као почетак ратног српско-албанског сукоба на Косову и Метохији.
У пролеће 1998. године, активирана је и Међународна контакт група, која је мировала две године након завршетка рата у Босни и Херцеговини. После великих сукоба у дреничком крају у којем је било више стотина мртвих, Контакт група је, на састанку у Лондону 9. марта 1998, запретила Србији казненим политичким и економским мерама, док се од Албанаца захтевало да престану са провокацијама. Београду је, са овог и са састанка Савета НАТО 4. марта, поручено да Косово и Метохија више није унутрашња ствар и да је постало међународни проблем. Од српских власти захтевало се повлачење специјалних јединица МУП и ВЈ у року од 10 дана, обустављање дејстава против цивилног становништва, слободан долазак на Косово и Метохију свим хуманитарним и другим организацијама, долазак истражитеља Хашког трибунала, повратак сталне мисије ОЕБС на Косово и Метохију, Санџак и Војводину, долазак нове мисије ОЕБС под вођством некадашњег шпанског премијера Фелипеа Гонзалеса која би се односила и на Косово и Метохију, примена споразума о школству на Косову, почетак безусловног дијалога са вођством косовских Албанаца, као и прихватање међународног посредништва у преговорима.
Влада Србије је 10. марта формирала преговарачки тим и позвала на преговоре косметске Албанце, који су позив одбили два дана касније. 14. марта, председник Милошевић је одбио мисију Фелипеа Гонзалеса, а Европска унија се усагласила да се што пре примени пакет санкција према СРЈ. У другој половини марта одржани су и паралелни парламентарни и председнички избори косметских Албанаца, које полиција није ометала, а на којима су победили Ибрахим Ругова и његов Демократски савез Косова. Наредног дана, у Приштини су, у присуству посредника монсињора Винћенца Паље, Ратомир Вицо испред српске владе и Фехми Агани потписали Документ о реализацији Споразума о образовању на Косову и Метохији из 1997, којим је предвиђен постепени повратак Албанаца у државне школе и факултете до 30. јуна. Радивоје Паповић, ректор Универзитета у Приштини, прогласио је споразум за издају и додао: „Не дамо Универзитет. Споразум је издаја. Данашњи потпис је распад српске државе.“
У недељама које су претходиле референдуму, у посетама Београду су се смењивали бројни светски емисари, међу којима и Јевгениј Примаков, Роберт Гелбард, Клаус Кинкел, Ибер Ведрин, Броњислав Геремек, Јиржи Динстбир, Строб Талбот, Џереми Гринсток, Садако Огата и Волфганг Ишингер. На састанку Контакт групе у Бону 25. марта, изражено је незадовољство напретком који је СРЈ учинила и одређен јој нови рок од четири седмице да испуни све захтеве са лондонског састанка од 9. марта. Земље Европске уније обуставиле су издавање виза југословенским функционерима са уделом у сузбијању побуне на Косову и Метохији. Савет безбедности Уједињених нација на седници 31. марта уводи ембарго на увоз оружја и репресивне опреме у СРЈ, који би остао на снази све док се Савет не увери да су југословенске власти започеле „садржајан дијалог без претходних услова“ о већој аутономији за Косово и Метохију, као и буду потпуно повучене специјалне јединице полиције и омогућено неометано присуство Високог комесаријата УН за људска права и ОЕБС у покрајини.

## Заказивање
Нова Влада Републике Србије, тзв. „влада народног јединства“ председника Владе Мирка Марјановића, коју је чинило 16 чланова из Социјалистичке партије Србије, 15 чланова из Српске радикалне странке и 5 из Југословенске левице, изабрана је 24. марта 1998, а као један од њених приоритета наведено је „Косово као неотуђиви део Србије и унутрашње питање“. На једној од првих седница, нова Влада одлучује једногласно да се прихвати предлог Слободана Милошевића, тада председника Савезне Републике Југославије и тражи од Народне скупштине да распише референдум на којем би се грађани изјаснили да ли прихватају учешће страних представника у решавању проблема на Косову и Метохији.
Идеја председника Милошевића о расписивању референдума изражена је у писму од 2. априла Милану Милутиновићу, Мирку Марјановићу и Драгану Томићу, председницима Републике, Владе и Народне скупштине, и дошла је као потпуно изненађење. У писму председника СРЈ је, између осталог, писало:
Познато је да смо одбили да прихватимо учешће страних представника у решавању унутрашњих питања наше земље, а поготову у решавању проблема на Косову и Метохији који представљају унутрашњу ствар Србије. Сматрам да тај став има суштински значај за очување суверенитета и територијалног интегритета наше земље. Сматрам да смо све ово време кризе на просторима претходне Југославије водили народну политику, а не личну политику, па чак ни страначку политику. И да и у овом случају наше одбијање да страни фактор учествује у решавању унутрашњег питања Републике Србије – Косова и Метохије представља такође народну политику, а не личну или страначку политику. Да ли је то тачно или није, одговор могу дати само грађани...
Идеју о расписивању референдума подржали су и Милутиновић и Томић, а поред владајућих Социјалистичке партије, Југословенске левице и Српске радикалне странке, и Српски покрет обнове Вука Драшковића.
Према важећим законима, референдум се могао одржати најмање 30, а највише 60 дана од дана расписивања. Народна скупштина је, међутим, на седници одржаној 6. и 7. априла првог дана прво усвојила Закон о скраћењу потребног времена између заказивања и одржавања референдума чиме је овај рок скраћен на 15 дана, а затим је 7. априла донела Одлуку о расписивању републичког референдума ради изјашњавања грађана Србије да ли прихватају учешће страних представника у решавању проблема на Косову и Метохији. Референдум је заказан за 23. април од 7 до 20 часова, два дана пре наредног састанка Контакт групе.
Измене и допуне Закона о референдуму усвојене су са 205 гласова „за“ и 9 гласова „против“ и објављене одмах у Службеном гласнику, са ступањем на снагу наредног дана (7. априла). Одлука о референдуму донета је са 193 гласа „за“ и 4 гласа „против“ (по један посланик није гласао или се уздржао); за одлуку којом је образована Комисија за спровођење референдума коју чине чланови Републичке изборне комисије гласало је 194 посланика „за“, а 3 је било „против“ (два посланика нису гласала).

## Ставови
У прилог референдуму изјасниле су се владајуће Социјалистичка партија Србије, Југословенска левица и Српска радикална странка, као и Српски покрет обнове, који је током шестомесечних преговора о формирању владе био један од могућих коалиционих партнера левице (СПС-ЈУЛ). Ово су биле све веће парламентарне странке у Србији, са укупно 232 од укупно 250 посланика у Народној скупштини Републике Србије.
Социјалистичка партија је саопштила да „овакав однос према Косову и Метохији као неотуђивом и интегралном делу Србије представља израз одговорности према нашим виталним националним и државним интересима и заштиту државе од спољног мешања“. Потпредседник Владе др Шешељ је рекао како је „лично убеђен да ће огромна већина грађана Србије плебисцитарно одбацити било какво страно мешање у процесу решавања наших унутрашњих проблема“. На питање да ли се са референдумом жури због састанка Контакт групе и најављених санкција, Шешељ је одговорио:
Каквих санкција, зар ви очекујете неке санкције. Ко је то најавио? Не знам ја ни за какве те санкције.
Југословенска левица је саопштила: „Однос према нашем ставу да сами без страног решавамо своје проблеме је негативно примљен од стране моћника који су разбили претходну Југославију и који желе да диктирају целом свету како ће да живи“. Одбори СПС из унутрашњости хвалили су „храбре и мудре одлуке“ председника који „никада није занемарио вољу народа“. Ванпарламентарна Нова комунистичка партија Југославије је упозоравала да западне силе „уз помоћ домаће пете колоне“ покушавају да разбију Србију у циљу „стварања фантомске сепаратистичке творевине“ и „инсталирања база окупационих НАТО снага на Космету“.
Сам Милошевић је приликом гласања на референдуму позвао вође косметских Албанаца да што пре започну дијалог са представницима Владе Србије и „да се ману светских душебрижника који брину своје а не њихове бриге“.
Српски покрет обнове позивао је грађане да изађу на референдум и гласају против учешћа страних представника, као „„не“ свим увијеним и отвореним захтевима да Косово постане република или да се отцепи“, наглашавајући притом да није против „неутралних страних посматрача и медијатора у том дијалогу“, а председник те странке Вук Драшковић је „не“ на референдумском листићу заокружио јавно. Душан Михајловић, председник Нове демократије, која је приликом формирања „владе националног јединства“ напустила до тада владајућу коалицију са СПС и ЈУЛ, прво је у отвореном писму Милошевићу објашњавао како је референдум непотребан, да би на њему напокон учествовао, изјашњавајући се за учешће страних представника.
Против референдума су се изјасниле Демократска странка („режим Слободана Милошевића је досад својим понашањем, неуставним и недемократским деловањем само пружио разлоге за страно мешање које је увек на крају сам дозвољавао“), Демократска странка Србије („Милошевић подмеће кукавичје јаје српском народу који би на референдуму требало да одлучи о једном аспекту косовског проблема који није неважан, али је то само једно питање“) и Грађански савез Србије („најбоље би било да се у нашој земљи распише референдум о катастрофалној политици Слободана Милошевића и његовом опстанку“), који су бојкотовали и целокупан изборни циклус (председничке изборе у септембру/октобру и децембру, као и скупштинске изборе) претходне године. Драгољуб Мићуновић из Демократског центра оценио је да је створена „атмосфера лова на вештице“. Од референдума су се оградиле и странке мањина: Демократска заједница војвођанских Мађара, Савез војвођанских Мађара и Странка демократске акције, које су учествовале на изборима 1997. Албанска заједница на Косову и Метохији је током читавих 1990-их већински бојкотовала све облике званичног политичког живота. Вођа косовских Албанаца Ибрахим Ругова назвао је референдум неозбиљним и оценио да за циљ има блокирање решења косовског проблема. Против референдума изјаснили су се и челници војвођанских странака, Лиге социјалдемократа Војводине и Народне сељачке странке.
Дан након референдума, председник Црне Горе Мило Ђукановић оценио је конференцији за штампу у Вашингтону да је референдум био „погрешан потез“ и да би за српско руководство „било продуктивније да је преузело одговорност за решавање питања Косова, уместо што жели да ту одговорност подели са грађанима Србије“.
Референдум су без изузетка негативно оценили и представници западних земаља, који су изјављивали како је „реч о само још једној грешци“ председника СРЈ (генерални секретар НАТО Хавијер Солана), да се он „коцка са будућношћу своје нације“ (портпарол Стејт департмента Џејмс Рубин), да је „учешће треће стране неопходно у смиривању ситуације на Косову и Метохији“ (председавајући ОЕБС Броњислав Геремек) и да „референдум није ништа друго до процедурални трик са циљем да се одбаци веродостојан, безуслован дијалог са косовским Албанцима уз међународно посматрање“ (министар иностраних послова Немачке Клаус Кинкел).
Новинари критички настројени према српској власти коментарисали су како је расписивањем референдума Милошевић покушавао да постигне више циљева: потврду да ужива подршку народа као неприкосновени вођа, изговор за вероватне економске санкције које би уследиле након одбијања међународног присуства, као и изговор за одлагање преговора са косметским Албанцима. Јелица Минић из Европског покрета у Србији изјавила је да је референдум „страховита манипулација грађанством, санкције заправо овом режиму одговарају“. Примедбе дела српске опозиције на референдум добро сажима и следеће поређење Војина Димитријевића из априла 1998:
Да је некад црква организовала референдум о томе је ли Земља округла, његов исход би био негативан бар из три разлога. Већина је тада стварно мислила да живи на некој великој погачи. Онај ко је мислио да је наша планета округла био је јеретик, па би свако ко се с њим слаже могао да буде спаљен. Коначно, свештеници би бројали гласове.

## Исход
Гласање је одржано на 9.835 гласачких места у 189 општина. Право на изјашњавање имало је, према подацима Комисије за спровођење референдума, 7.243.750 грађана. Према Закону о референдуму и народној иницијативи, референдум је успео ако би изашло више од 50 одсто бирачког тела, а сматра се да је одговор на референдумско питање донет ако се за једну од две понуђене опције определи више од половине изашлих бирача.
На референдум је изашло 5.297.776 бирача (73,05% уписаних бирача). Против учешћа страних представника у решавању проблема на Косову и Метохији (одговор „не“ на референдумско питање) изјаснило се 5.017.383 (94,73%) гласача, а за (одговор „да“) је било 180.692 (3,41%). Неважећим је проглашено 1,86% листића. Забележени одзив је највећи међу свим изјашњавањима грађана Србије од референдума за усвајање новог Устава Републике Србије 1990.
Осим у четвртак, 23. априла, гласало се и током три „пререферендумска“ дана, у понедељак, уторак и среду, када су могли гласати сви грађани спречени да гласају у четвртак. Све општинске комисије у 189 општина дежурале су и током ова три дана од 7 до 20, а изјашњавање је уприличено и у студентским домовима и мензама.
Излазност је износила 83% у Београду, где је више од милион грађана заокружило опцију „не“. Према подацима Комисије за спровођење референдума, у Новом Саду излазност је била 60%, у Суботици 69%, у Александровцу 91%, у Бачкој Паланци преко 90%, у Крушевцу 96%, у Пожаревцу 88%, у Смедереву 92%. На самом Косову и Метохији, излазност је била 68% у Гњилану, 25% у Ђаковици, 87% у Зубином Потоку, 74% у Косовској Каменици, 94% у Лепосавићу, 59% у Обилићу, 90% у Новом Брду, 32% у Призрену, 39% у Приштини, 79% у Штрпцу.
У књизи „Избори у СРЈ од 1990. до 1998“ Владимира Гоатија, као и у анализи референдума под називом „Прелиминарни извештај“, београдски Центар за слободне изборе и демократију је изразио сумњу у податак о излазности од 73,05% из званичног извештаја Комисије за спровођење референдума. ЦеСИД напомиње да је према званичним подацима на Косову и Метохији на референдуму учествовало 521.303 грађана, док је у овим општинама, према попису из 1991, живело укупно 273.449 Срба и Црногораца, укључујући и једну трећину непунолетних без права гласа. Обзиром на излазност од 52,7% на председничким изборима у децембру 1997, према ЦеСИД-у се „у веродостојност тог [званичног] податка може поверовати само ако се кумулативно претпостави да су на референдум изашли сви (!) пунолетни грађани српске националности и велики део мањинске популације (Албанаца, Мађара, Муслимана)“, односно „најмање 500 хиљада припадника мањинске популације, пре свега Албанаца, што је, имајући у виду да су се на терену покрајине одвијале ратне операције, потпуно нереално“. ЦеСИД је навео и бројне неправилности у току референдумског процеса:
омогућавање да се гласа ван пребивалишта без подношења потврде о изборном праву, незаконито продужење рока изјашњавања на четири уместо један дан (што је потпуно онемогућило контролу), допуштање да се гласа за више особа (рођаке, комшилук), стимулисање „јавног изјашњавања“, наметање обавезе запосленим грађанима да обавештавају управе својих предузећа о времену кад су гласали и редном броју под којим су уписани (случај железничке станице Лапово) и др.
Председник Комисије за спровођење референдумског процеса био је Балша Говедарица, судија Врховног суда Србије, који је био на челу комисија за изборе 1996. и 1997, на којима је, према ЦеСИД-у, „дошло до масовних изборних нерегуларности у корист владајућег СПС“. Др Зоран Лучић је изјавио да контроле референдума није било, да су грађани били уплашени да би спискови излазности могли бити употребљени као својеврсна база података, те да су излазност од преко 95% у неким општинама и излазност стотина хиљада косметских Албанаца „апсолутно немогући“.

## После референдума
Непосредно након референдума, 29. априла, Контакт група је одлучила да Србији уведе санкције, укључујући у првој фази замрзавање имовине у иностранству, а у другој блокирање јавних инвестиција; 12. јуна забрањени су летови ЈАТ-а ка овим земљама (изузев Русије).
Са становишта процеса решавања проблема на Косову и Метохији, референдум из априла 1998. био је без икаквог практичног ефекта. Већ 5. маја 1998, у Београду је у посети боравио Игор Иванов, специјални изасланик председника Русије Бориса Јељцина, који је након састанка са Слободаном Милошевићем изјавио да је „уверен да југословенска власт озбиљно разматра предлог о учешћу мисије ОЕБС-а у решавању косовске кризе“. Иванов је Милошевићу пренео да се Русија на претходном састанку Контакт групе у Риму потпуно сагласила са тим предлогом. Још неколико дана пре ове посете, Кнут Волебек, министар иностраних послова Норвешке, изјавио је у Приштини да се нада да „Милошевићево одбијање међународних посредника не представља и његову коначну реч“ и да је „у процесу преговарања могућа промена става“. „НИН“ је оцењивао како је Ивановљева посета Београду била одлучујући моменат у настојањима да се Милошевић убеди да прихвати страно посредовање. Истог дана посете, за прихватање Гонзалесове мисије заложио се и Вук Драшковић, председник Српског покрета обнове, објашњавајући како мисија не би била у супротности са исходом референдума, „јер не би директно учествовала у решавању косовског проблема“.
Мисија Фелипеа Гонзалеса, који је у Србији посредовао и поводом резултата локалних избора 1996, међутим, није дошла у Београд. Уместо ње, пристигао је Ричард Холбрук, амерички изасланик који је учествовао и у преговорима о Босни и Херцеговини, и већ 15. маја уприличио у Белом двору разговоре Слободана Милошевића и Ибрахима Ругове.
Како је време одмицало, страни чиниоци укључивали су се све снажније у косовско питање, а воља грађана „против учешћа страних представника у решавању проблема на Косову и Метохији“ исказана на референдуму праћена је све недоследније.
Већ крајем маја 1998. Савет НАТО је најавио да ће радити на опцијама за интервенцију својих снага ако се не изнађе политичко решење, a 12. јуна НАТО и Контакт група затражили су обуставу насиља до 15. јуна и запретили војном интервенцијом. 24. јуна Холбрук је у селу Јуник разговарао са два члана ОВК. Контакт група је 8. јула утврдила Оквирни план за решење кризе на Косову и Метохији, којим је од Београда захтевано неограничено присуство међународних посматрача и хуманитарних организација; 7. августа, Западноевропска унија је позвала НАТО да интервенише, а 9. септембра Савет НАТО је саопштио да су сви планови за војне акције на Косову окончани. 23. септембра, Савет безбедности усваја резолуцију 1199, у којој се изражава забринутост због могуће „хуманитарне катастрофе“ и под претњом оружане интервенције захтева тренутна обустава ватре, повратак избеглица, несметано достављање међународне хуманитарне помоћи и почетак безусловног дијалога у који ће бити укључени међународни представници. Непуних 12 сати касније, 24. септембра Савет НАТО одобрава издавање „Акта упозорења“ за употребу НАТО авијације за ударе по СРЈ, која постају оперативна „Активирајућом наредбом“ издатом у ноћи између 12. и 13. октобра, са роком за повиновање политичком ултиматуму од 96 часова.
Председник Милошевић након недељу дана интензивних преговора са Ричардом Холбруком 13. октобра изјутра пристаје на услове из резолуције 1199, успостављање самоуправе на Косову и Метохији, организовање слободних избора у року од девет месеци, амнестију за кривична дела на Косову и Метохији (осим најтежих) и успостављање локалне полиције по етничком саставу становништва, при чему је дозвољено да у покрајини остане 15.000 војника и 10.000 полицајаца, и предвиђено надгледање Косова неборбеним НАТО авионима и долазак мисије од 2.000 верификатора, за чијег је шефа постављен Вилијем Вокер. 25. октобра, Савет безбедности УН резолуцијом 1203 тражи да се Југославија безусловно и неодложно повинује споразуму Милошевић-Холбрук, а 17. новембра резолуцијом 1207 захтева сарадњу са Хашким трибуналом, укључујући и Косово и Метохију. Након епизоде у Рачку и дебакла преговора у Рамбујеу под међународним посредништвом, у којима је учествовала и делегација Србије на челу са председником Миланом Милутиновићем, уследило је марта 1999. НАТО бомбардовање СРЈ.